# Universal Soldier (Donovan)
Universal Soldier è un album del cantautore scozzese Donovan.

## Tracce
Tutti brani sono di Donovan Leitch, tranne dove indicato.
Side one
1. Universal Soldier – 2:15 – (Buffy Sainte–Marie)
2. To Sing for You – 2:45
3. Why Do You Treat Me Like You Do? – 2:56
4. Turquoise – 3:31
5. Colours – 2:11

Side two
1. Catch the Wind – 2:56
2. Hey Gyp (Dig the Slowness) – 3:08
3. The Ballad of a Crystal Man – 3:19
4. Do You Hear Me Now? – 1:50 – (Bert Jansch)
5. The War Drags On – 3:44 – (Mick Softley)